# 鄭一亨
鄭 一亨（チョン・イリョン、1904年2月23日 - 1982年4月23日または4月25日）は、日本統治時代の朝鮮の牧師、独立運動家、大韓民国の独立有功者、政治家、外交官、著作家。元大韓民国外務部長官、第2・3・4・5・6・7・8・9代韓国国会議員。本貫は晋州鄭氏、号は錦淵。
弁護士の李兌榮は妻（1936年結婚）。元国会議員の鄭大哲は息子、その妻は元国会議員の朴賢淑の娘、元国会議員の鄭皓駿は孫。元大法官・検察総長の金翼鎮の三男と実業家の沈相俊の息子はそれぞれ娘婿である。

## 経歴
平安南道龍岡またはソウル出身。1919年の三・一運動では平壌で警察により1週間拘束され、その後は大韓民国臨時政府発行の独立新聞を配達したことにより再び拘束された。1927年延禧専門学校文系を卒業して1929年に渡米し、神学を専攻しながら在米留学生会を組織し外交部長を務め、朝鮮独立運動のために大韓民国臨時政府の軍資金を募集した。1935年ドルー大学大学院社会学科で哲学の博士号を取得した。1936年に帰国したが、安昌浩の特別講演会を開催したとして投獄された。1938年には興社団関連の修養同友会事件により拘束され、1940年には創氏改名と神社参拝拒否運動により西大門警察署で拷問を受けた。1945年の解放後は、韓国民主党に参加し、アメリカ軍政庁の人事行政処長、物資行政処長を務めた。大韓民国樹立後は国連総会韓国代表団顧問、国連韓国協会会長を務め、1950年の第2代総選挙で国会議員に当選し、同年に釜山で大韓通信社を創設し社長を務めた。1955年に民主党の結成に参加し、翌年に民主党外交部長を務めた。
1960年の四月革命以後は張勉政権で外務部長官を務め、1965年に韓日国交正常化に反対し議員を辞職した。1966年に新韓党顧問、1967年に新民党副総裁、1969年に三選改憲反対汎国民闘争委員会指導委員、国連総会韓国代表、国土統一院顧問などを歴任した。1971年の大統領選では、新民党選挙対策本部長として金大中の選挙事務長を務めて支援した。1974年に新民党顧問、1975年に統一研究協会会長を務めた。1976年には朴正煕政権の『維新憲法』を批判する民主救国宣言に署名したため、国会議員資格を再び喪失した。1978年の第10代総選挙では資格停止のため、息子の鄭大哲に選挙区を譲り政界を引退した。他にはキリスト教朝鮮監理会の牧師、民主党ソウル市党委員長・中央党企画委員会議長・指導委員、新民党企画委員・ソウル第2地区党委員長・党首権限代行、国会外務委員長、延世大学校と中央神学校の教授・学長も歴任した。
1982年4月23日にソウル市西大門区の自宅で持病の高血圧により死去した。享年79。国立ソウル顕忠院に埋葬され、妻の李兌榮も1998年に死去後に合葬された。息子の鄭大哲は後、新千年民主党の最高委員を務めた。

## 著者
著書に『UNと韓国問題』（1961年）、『鄭一亨博士自叙伝』（1970年）などがある。